# Scopula praeruptorum
Scopula praeruptorum är en fjärilsart som beskrevs av Louis Beethoven Prout 1920. Scopula praeruptorum ingår i släktet Scopula och familjen mätare. Inga underarter finns listade.